# Первоуральск (станция)
Первоура́льск — железнодорожная станция Свердловской железной дороги, железнодорожный вокзал Первоуральска. Находится на 1771 км главного хода Транссиба.
Является последней европейской станцией Транссибирской магистрали.

## Дальнее сообщение
По состоянию на декабрь 2018 года через станцию курсируют следующие поезда дальнего следования:
| № поезда                  | Маршрут движения               | № поезда                  | Маршрут движения               |
| ------------------------- | ------------------------------ | ------------------------- | ------------------------------ |
| 13 «Новокузнецк»          | Новокузнецк — Санкт-Петербург  | 14 «Новокузнецк»          | Санкт-Петербург — Новокузнецк  |
| 63                        | Новосибирск — Минск            | 64                        | Минск — Новосибирск            |
| 67                        | Абакан — Москва                | 68                        | Москва — Абакан                |
| 69                        | Чита — Москва                  | 70                        | Москва — Чита                  |
| 71 «Демидовский Экспресс» | Екатеринбург — Санкт-Петербург | 72 «Демидовский Экспресс» | Санкт-Петербург — Екатеринбург |
| 73                        | Тюмень — Санкт-Петербург       | 74                        | Санкт-Петербург — Тюмень       |
| 103                       | Новосибирск — Брест            | 104                       | Брест — Новосибирск            |
| 109                       | Новый Уренгой — Москва         | 110                       | -                              |

## Галерея

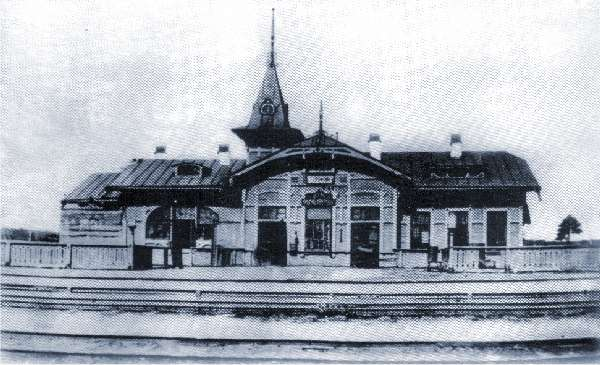
Станция Хромпик в 1925 году